# Janez Nepomuk Primic
Janez Nepomuk Primic, slovenski razsvetljenski pesnik, prevajalec, pisatelj, profesor, * 23. april 1785, Zalog pri Škofljici, † 3. februar 1823, Zalog pri Škofljici.

## Življenje
Rojen je bil v kmečki družini. Normalko je obiskoval v Ljubljani, nato pa med letoma 1800 in 1807 končal gimnazijo in dva letnika filozofije na liceju. Proti materini želji, da bi se odločil za študij bogoslovja, je začel študij prava v Gradcu. Gradec je postal tako za nekaj let njegov drugi dom. Bil je nadarjen študent, vendar so bila že v mladih letih opazna njegova nagnjenja k depresivnosti. Med študijem se je seznanil s spisi Valentina Vodnika in Jerneja Kopitarja, ki so ga navdušili za prerodno delo in imeli velik vpliv na njegov intelektualni razvoj in na navdušenje za slovenstvo. Vendar je Kopitar, ki mu ni bil naklonjen, njegovo dejavnost oviral. Leta 1810 je Primic ustanovil Slovensko društvo (Societas slovenica) in dal pobudo za ustanovitev stolice slovenskega jezika na graškem liceju   (1811), na katerem je poučeval do leta 1813. V istem letu je duševno zbolel; neozdravljivo bolan je do smrti živel večji del v rojstnem kraju. 
Po doslej znanih podatkih je prvi zapisal besedo Slovenija in sicer v pismu Valentinu Vodniku 13. novembra 1810. 

## Delo

### Pesmi
Pisal je sentimentalno predromantično poezijo. V berilih Abeceda za Slovence, kateri se hočejo slovensko brati naučiti (1812), Nemško-slovenska branja (1813) in Novi Nemško-slovenski bukvar ali ABC (1814) je objavil prevedene pa tudi izvirne slovenske pesmi. Bolj kot poet pa je poznan kot zbiratelj narodnega blaga in prevajalec. Zanimiva je tudi njegova korespondenca.
Leta 1805, ko je bil v Ljubljani Vodnikov učenec pri predmetu Retorija, je prevedel izbor Ezopovih basni v slovenščino. Najbrž je šlo za domačo nalogo, s katero je želel Vodnik preizkusiti sposobnosti svojih učencev v slovenščini; rokopis je ostal pri profesorju, da bi ga »revidiral«. 
Pesnil  je sprva v nemščini, ko pa je postalo aktualno vprašanje brambovstva, pa je priredil nekaj Collinovih pesmi.  Bil je eden izmed prvih pesnikov, ki so pesnili tudi za mladino. Primic je priredil nekaj dobrih mladinskih pesmi. Prevajal je iz Homerja, Klopstocka, Goetheja in Schillerja.Vodniku je hotel pomagati pri izdaji ljubezenskih pesmi in se poskusil tudi z izvirnimi pesmimi, ki pa so ostale v rokopisu. Pripravljal je gradivo za slovenski časnik, mislil na gledališke predstave in se poskušal v potopisu ter poučni prozi. Je začetnik posvetne slovenske mladinske poezije.
- Mars z Belono. Pesem je sestavni del Primčevega pisma Vodniku 19. marca 1808. Nastala je pod zaskrbljujočim vtisom vpada Francozov na slovenska tla. Avtorjeva osebna reminiscenca na ljudsko tradicijo je v tedanji poeziji novost. Gre za paroma rimane srbske deseterce, torej za prvo rabo te vrstice.

- Prijatel. Ljubezenska lirika ne izvira iz sodobne romantične poezije, temveč temelji na resničnih doživetjih. Avtor se je nesrečno zaljubil v sestro svojega gojenca Mariano von Schick, ki se bo poročila s Karlom Aicherauom. Po prvi kitici o minljivosti vsega veselja na svetu sledi misel, da je edino ljubezen tista sila, ki nas more navdati z radostjo, toda ta sreča je kratkotrajna.

- Žalostni lubčik. Pesnika v tej pripovedni pesmi preganja žalost in obupan je, ker so minili lepi časi in bo nesrečen do zadnjega. Bolečina mu razjeda srce, ampak ne ve, kje bi našel mir. Tega hudega stanja ne more več prenašati.

- Otročja igra je pesem iz leta 1812, ki obstaja tudi v nemškem prevodu.

Ohranili sta se še dve Primičevi pesmi: Hrepenenje otrok po pomladi in Pesem veseliga fantiča.
Naivnega tona pesmi ne moti preveč niti daljna misel na starost niti vzgojni poudarek.

### Korespondenca
Obstoj korespondence med Kopitarjem in Primicem je izpričan v Kopitarjevem pismu Zoisu 11. oktobra 1809. 
Primičevo pismo Vodniku 3. septembra 1808 ima poseben preporodni pomen, saj je to prvo Primičevo pismo v slovenščini. Najbrž mu je tudi Vodnik odgovoril po slovensko. Na Dunaju je imel Primic že v prvem letu svojega študija zaupnika, ki mu je sporočil mnenje dunajskega cenzorja o Vodnikovi zgodovini. Ni jasno, kdo je bil zaupnik, zelo verjetno pa je bil to Lenz in ne Jakob Zupan ali Jernej Kopitar, ker ga takrat še ni bilo na Dunaju. Da je Primic Kopitarja, ki je bil Zoisov tajnik, poznal iz Ljubljane, vemo iz njegovega pisma Vodniku, v katerem Kopitarja pozdravlja. Iz pisma Janeza Nepomuka Primica Valentinu Vodniku z dne 13. novembra 1810 nam je znana tudi doslej najstarejša omemba besede "Slovenia".